# Дзвінкий ясенний африкат
Дзвінкий ясенний африкат — приголосний звук, що існує в деяких мовах. У Міжнародному фонетичному алфавіті записується як ⟨d͡z⟩ або ⟨d͜z⟩ (раніше — ⟨ʣ⟩). Твердий шиплячий приголосний, африкат. В українській мові цей звук передається на письмі диграфом дз.

## Назва
- Дзвінка альвеолярна африката
- Дзвінкий альвеолярний африкат (англ. Voiced alveolar affricate)
- Дзвінкий альвеолярний африкат-сибілянт (англ. Voiced alveolar sibilant affricate)
- Дзвінкий альвеолярний зімкнено-щілинний приголосний
- Дзвінка ясенна африката
- Дзвінкий ясенний африкат
- Дзвінкий ясенний африкат-сибілянт
- Дзвінкий ясенний зімкнено-щілинний приголосний

## Дзвінкий ясенний африкат-сибілянт

### Властивості
Властивості дзвінкого ясенного африката:
- Тип фонації — дзвінка, тобто голосові зв'язки вібрують від час вимови.
- Спосіб творення — сибілянтний африкат, тобто спочатку повітряний потік повністю перекривається, а потім скеровується по жолобку на спинці язика за місцем творення на гострий кінець зубів, що спричиняє високочастотну турбулентність.
- Місце творення — ясенне, тобто звук артикулюється кінчиком або передньою спинкою язика проти ясенного бугорка.
- Це ротовий приголосний, тобто повітря виходить крізь рот.
- Це центральний приголосний, тобто повітря проходить над центральною частиною язика, а не по боках.
- Механізм передачі повітря — егресивний легеневий, тобто під час артикуляції повітря виштовхується крізь голосовий тракт з легенів, а не з гортані, чи з рота.

### Приклади
| Мова       | Мова       | Слово | МФА       | Значення | Примітки                 |
| ---------- | ---------- | ----- | --------- | -------- | ------------------------ |
| італійська | італійська | zero  | [ˈd͡zɛːɾo] | нуль     | Див. італійська фонетика |

#### Зубний ламінальний ясенний
- Dentalized laminal alveolar [d̻͡z̪]

| Мова                | Мова                | Слово       | МФА              | Значення      | Примітки                             |
| ------------------- | ------------------- | ----------- | ---------------- | ------------- | ------------------------------------ |
| білоруська          | білоруська          | дзеканне    | [ˈd̻͡z̪ekän̪ʲe]      | дзекання      | Див. білоруська фонетика             |
| вірменська (східна) | вірменська (східна) | ձուկ        | [d̻͡z̪uk]           | риба          |                                      |
| латвійська          | латвійська          | drudzis     | [ˈd̪rud̻͡z̪is̪]       | гарячка       | Див. латвійська фонетика             |
| македонська         | македонська         | ѕвезда      | [ˈd̻͡z̪ve̞z̪d̪ä]       | зірка         | Див. македонська фонетика            |
| польська            | польська            | dzwon       | [d̻͡z̪vɔn̪]          | дзвінок       | Див. польська фонетика               |
| російська           | російська           | плацдарм    | [pɫ̪ɐd̻͡z̪ˈd̪är̠m]     | 'bridge-head' | Алофон /t͡s/. Див. російська фонетика |
| сербська            | сербська            | отац би     | [ǒ̞t̪äd̻͡z̪ bi]       | батько б      | Алофон /t͡s/. Див. сербська фонетика  |
| словацька           | словацька           | sadzba      | [ˈsäd̻͡z̪bä]        | тариф         |                                      |
| угорська            | угорська            | bodza       | [ˈbod̻͡z̪ːɒ]        | бузина        | Див. угорська фонетика               |
| українська          | українська          | дзвін       | [d̻͡z̪ʋin̪]          | —             | Див. українська фонетика             |
| чеська              | чеська              | Afgánec byl | [ˈävɡäːnɛd̻͡z̪ bɪɫ̪] | афганець      | Алофон /t͡s/. Див. чеська фонетика    |

#### Ясенний невеляризований
- Non-retracted alveolar [d͡z]

| Мова                    | Мова                    | Слово          | МФА            | Значення     | Примітки                                          |
| ----------------------- | ----------------------- | -------------- | -------------- | ------------ | ------------------------------------------------- |
| абхазька                | абхазька                | аӡы            | [ɑˈd͡zɨ]        | вода         | Див. абхазька фонетика                            |
| адигейська              | адигейська              | дзэлӀы         | [d͡zaɬʼə]       | солдат       |                                                   |
| азербайджанська (діал.) | азербайджанська (діал.) | Cəbrayıl       | [d͡zæbɾɑˈjɯɫ]   | Гавриїл      |                                                   |
| албанська               | албанська               | xehe           | [d͡zɛhɛ]        | мінерал      |                                                   |
| англійська (кокні)      | англійська (кокні)      | day            | [ˈd͡zæˑɪ̯]       | день         | Алофон /d/. Див. англійська фонетика              |
| берберська (кабил.)     | берберська (кабил.)     | Lz̗ayer         | [ld͡zajər]      | Алжир        |                                                   |
| вірменська (зах.)       | вірменська (зах.)       | ծակ            | [d͡zɑɡ]         | дірка        |                                                   |
| гебрейська              | гебрейська              | תזונה]         | [d͡zuna]        | харчування   | Див. гебрейська фонетика                          |
| грецька                 | грецька                 | τζάμι          | [ˈd͡zami]       | вітраж       |                                                   |
| грузинська              | грузинська              | ძვალი          | [d͡zvɑli]       | кістка       |                                                   |
| кабардинська            | кабардинська            | дзын           | [d͡zən]         | кидати       |                                                   |
| каталанська             | каталанська             | dotze          | [ˈd̪odd̻͡z̺ə]      | дванадцять   | Див. каталанська фонетика                         |
| люксембурзька           | люксембурзька           | spadséieren    | [ʃpɑˈd͡zəi̯ɵ̞ʀɵ̞n] | гуляти       | Див. люксембурзька фонетика                       |
| португальська           | португальська           | desafio        | [d͡zəˈfi.u]     | виклик       | Див. португальська фонетика                       |
| румунська (Молдавія)    | румунська (Молдавія)    | zic            | [d͡zɨk]         | говорити     | Див. румунська фонетика                           |
| французька (Квебек)     | французька (Квебек)     | samedi         | [samd͡zi]       | субота       | Алофон /d/ перед /i, y/. Див. французька фонетика |
| японська                | японська                | 続く / tsuzuku | [t͡sɯᵝd͡zɯᵝkɯᵝ]  | продовжувати | Див. японська фонетика                            |

## Дзвінкий ясенний африкат-несибілянт

### Приклади
| Мова                 | Мова                 | Слово     | МФА           | Значення  | Примітки                 |
| -------------------- | -------------------- | --------- | ------------- | --------- | ------------------------ |
| англійська (амер.)   | англійська (амер.)   | dream     | [d͡ɹ̝ʷiːm]      | мрія      | Див. англійська фонетика |
| італійська (Сицилія) | італійська (Сицилія) | Adriatico | [äd͡ð̠iˈäːt̪iko] | Адріатика | Див. італійська фонетика |